# Гош (приток Сахраи)
Гош — река в России, протекает по Адыгее. Устье реки находится в 10 км по левому берегу реки Сахрай. Длина реки — 11 км, площадь водосборного бассейна — 49,4 км².
Протекает через село Новопрохладное.

## Данные водного реестра
По данным государственного водного реестра России относится к Кубанскому бассейновому округу, водохозяйственный участок реки — Белая. Речной бассейн реки — Кубань.
Код объекта в государственном водном реестре — 06020001112108100004526.